# Bleak House (film fra 1920)
Bleak House er en britisk stumfilm fra 1920 af Maurice Elvey.

## Medvirkende
- Constance Collier som Dedlock
- Berta Gellardi som Esther Summerson
- Helen Haye som Barbay
- E. Vivian Reynolds
- Norman Page